# Рыжий рыцарь
Рыжий рыцарь — роман Андрея Белянина в жанре юмористическая фантастика .

## Сюжет
Согласно древнему пророчеству черный мир грозного замка Мальдорор, обитатели которого в незапамятные времена подписали Договор с Дьяволом, рухнет в тот же момент, когда у стен появится Рыцарь в белом плаще и на вороном коне по имени Нэд Гамильтон в сопровождении Могучего Воина и Прекрасной Принцессы. Во избежание гибели своего тёмного мира, Королева Мальдодора и её сын Валет решили извести рокового Рыцаря, но перед этим сыграть с ним в некую Игру, правила которой так сложны, что предсказать исход не брался никто. С помощью придворного мага и колдуна Щура, Гамильтона забрасывают в Россию XXI века. В этом сумасшедшем мире, по их мнению, он не найдёт ни Могучего Воина, ни Прекрасной Принцессы. Но события принимают неожиданный оборот. В незнакомом для себя мире Нэд знакомится с несостоявшейся фотомоделью, студенткой Илоной Щербатовой (бесстрашной, деловой и скандальной) и её другом детства, соседом по площадке и представителем нетрадиционной сексуальной ориентации Валерием Люстрицким (женоподбным, умным и решительным). После недолгих сомнений ребята признают, что Нэд и его боевой конь Бред в самом деле фантастическим образом совершили прыжок во времени и пространстве из Средневековья XII века и принимают решение помочь рыцарю вернутся домой. Щур полагает, что эти молодые люди никак не могут претендовать на звание Принцессы и Воина, однако Королева считает иначе и приказывает уничтожить Нэда Гамильтона и его новоявленных друзей. Посланный Щуром демон атакует квартиру Илоны, но положение спасает Пупс, пёс Илоны, вцепившись свинорылому чудовищу в хвост. Щур похищает Илону в замок Мальдодора, но не выдержав выходок взбалмошной девицы, возвращает её обратно, заметив, что она стащила его амулет из чёрного чугуна. Друзья понимают, что это только начало и решают обратиться к более компетентным специалистам по магии и волшебству: астрологам, знахарям, прорицателям. В конечном итоге, побывав у различных шарлатанов и преодолев несколько стычек с различной нечистью, они знакомятся с Ириной Юрьевной Кондаковой, практикующим астрологом, в прошлом врачом-материалистом. Та, составив гороскопы Илоны, Валеры и Нэда, заявляет, что пока они вместе — их никто не одолеет. С целью поимки Рыцаря, на дом Ирины Юрьевны нападают скелеты в милицейской форме, вампиры, ведьмы и вурдалаки. Отбиваясь от нечистой силы, друзья непостижимым образом попадают в гробницу египетского фараона, где обзаводятся личным врагом — ожившей мумией жреца Ашурбанапула. Преследуя мумию в пирамиде, Илона, Валера и Нэд оказываются под Псковом 1942 года. Во время атаки немецких танков вперемешку с Чёрными Всадниками Мальдодора, Люстрицкий проявляет качества военного лидера и воодушевляет советских артиллеристов отразить нападение. Атака врагов терпит неудачу, а один из немецких танков попадает в Мальдадор и разрушает часть замка. Королева и Валет понимают: сэр Валерий Люстрицкий и есть тот самый Могучий Воин, а Илона вполне может сойти за Прекрасную Принцессу. В попытках защитить себя от возможного поражения Королева разделяет троицу и переносит друзей в родное время и пространство Нэда: Илона попадает в средневековый замок, Люстрицкий — к брутальным шотландцам. Но в итоге от этого стало только хуже для Королевы: ведь троица снова объединяется и идёт войной на Мальдорор, ставший доступным в этой реальности.

## Персонажи
- Рыцарь Нэд Гамильтон-младший — младший сын лорда Гамильтона, крестоносец, верный вассал Ричарда Львиное Сердце. По преданию, предвестник гибели Мальдорора. Прозвище «Рыжий» получил от цвета волос, которые на самом деле русые, но от долгих походов на Восток, выцвели под солнцем, и приобрели золотистый цвет.
- Илона Щербатова (Прекрасная Принцесса) — энергичная девушка, студентка факультета журналистики, романтическая натура с задатками «чёрного юмора». «Дама Сердца» Нэда, после леди Роксоланы. Любую ситуацию воспринимает с самоиронией.
- Валера Люстрицкий (Могучий Воин) — «нетрадиционный» друг детства Илоны, храбрый и очень образованный молодой человек, часто жертвует собой для спасения друзей. Способен уболтать кого угодно до умопомрачения. Тайный воздыхатель Нэда.
- Бред — боевой конь Гамильтона и его верный друг.
- Королева — вдова Короля Мальдорора. Властная и жестокая женщина. Затеяла Игру, не подозревая о последствиях.
- Валет — сын Королевы. Организатор нападений на сопредельные миры для наживы. В какой-то момент решил внести изменения в Игру, тайком от матери.
- Щур — придворный маг и колдун Мальдорора. Несмотря на колоссальные способности, является рабом и «мальчиком для битья».
- Ашурбанапул — ожившая мумия древнеегипетского жреца. Способен к перевоплощению. Часто путается под ногами главных героев и пакостит им при удобном случае.
- Рада — амазонка постапокалиптического мира Вшивамбапшипутры. Дочь астролога Ирины Юрьевны Даша как две капли воды похожа на Раду, что поначалу приводит в замешательство главных героев.
- Вшивамбапшипутра — лидер религиозных фанатиков постапокалиптического мира.
- Ирина Юрьевна Кондакова — практикующий астролог, которая помогает Нэду и постоянно жалеет об этом. Неоднократно была атакована нечистью из Мальдорора.

## Интересные факты
- В качестве отправной точки основного сюжета Андрей Белянин вновь использует прием с перемещением героя во времени и пространстве. Однако если раньше главным действующим лицом его книг был наш современник, который попадал в условно-сказочное время (Меч без имени, Тайный сыск царя Гороха, Моя жена — ведьма и др.), то в «Рыжем рыцаре» все наоборот. Герой из реального исторического прошлого (Средневековья XII века) оказывается в реальном будущем (настоящем для нас).
- В романе проводятся параллели и аллюзии с такими произведениями, как «Айвенго» Вальтера Скотта, «Дон Кихот» Сервантеса, «31 июня» Пристли, «Меч в камне» Теренса Уайта и многими другими[1].[нет в источнике]